# Hecalus godavariensis
Hecalus godavariensis är en insektsart som beskrevs av William Lucas Distant 1918. Hecalus godavariensis ingår i släktet Hecalus och familjen dvärgstritar. Inga underarter finns listade i Catalogue of Life.